# Skały gabrowe

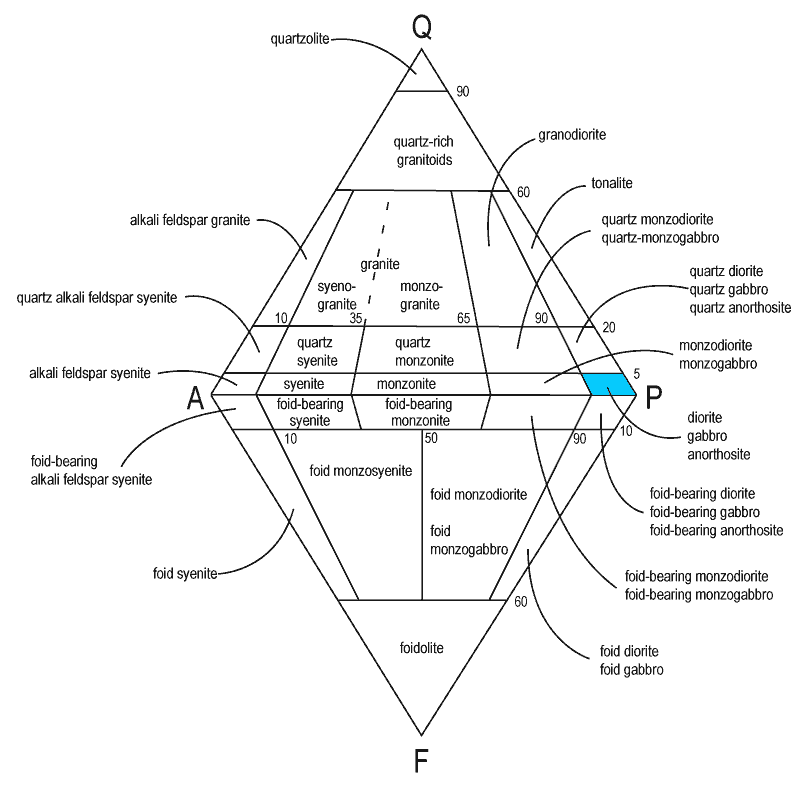
Podwójny trójkąt QAPF z zaznaczonym polem odpowiadającym gabrom

Gabroidy, skały gabrowe – grupa zasadowych skał głębinowych zbliżonych wyglądem lub składem mineralnym do gabra, jak też będących jego odmianami. Szczególną cechą jest zawartość plagioklazów i piroksenów.

## Charakterystyka

### Składmineralny
Składają się głównie z plagioklazów (labrador-bytownit), piroksenów, oliwinów, amfiboli, biotytu oraz skaleniowców albo podrzędnie kwarcu.

### Cechy zewnętrzne
Mają barwę szarą, ciemno szarą, ciemnoszarozieloną lub brunatnozieloną. Mogą mieć widoczne warstwowanie spowodowane dyferencjacją magmy → gabro stratyfikowane z kompleksów ofiolitowych.

### Budowa wewnętrzna
Struktura jawnokrystaliczna, przeważnie średnio albo gruboziarnista. Teksturę mają bezładną, masywną, rzadziej kierunkową (stratyfikowaną).

### Przykłady skał zaliczanych do gabroidów
- gabro
- noryt
- troktolit (pstrągowiec)
- anortozyt, w szczególoności labradoryt
- esseksyt – fiodowy monzodioryt i foidowe monzogabro
- teralit
- cieszynit

### Rola wkompleksach ofiolitowych
Zespoły gabroidowe współwystępują wraz z kumulatami mineralnymi, zawierają w partiach spągowych kumulatowe ultramafity związane z piroksenitami i perydotytami tzw. kumulaty maficzne i ultramaficzne.

## Klasyfikacja
Przejście ze skał ultramaficznych do gabrowych następuje przez dołączenie do składu mineralnego plagioklazów w ilości większej niż 10%.
Oznaczenia stosowane w diagramach klasyfikacyjnych: Ol – oliwiny, Cpx/Opx – klino i ortopirokseny, P – plagioklazy

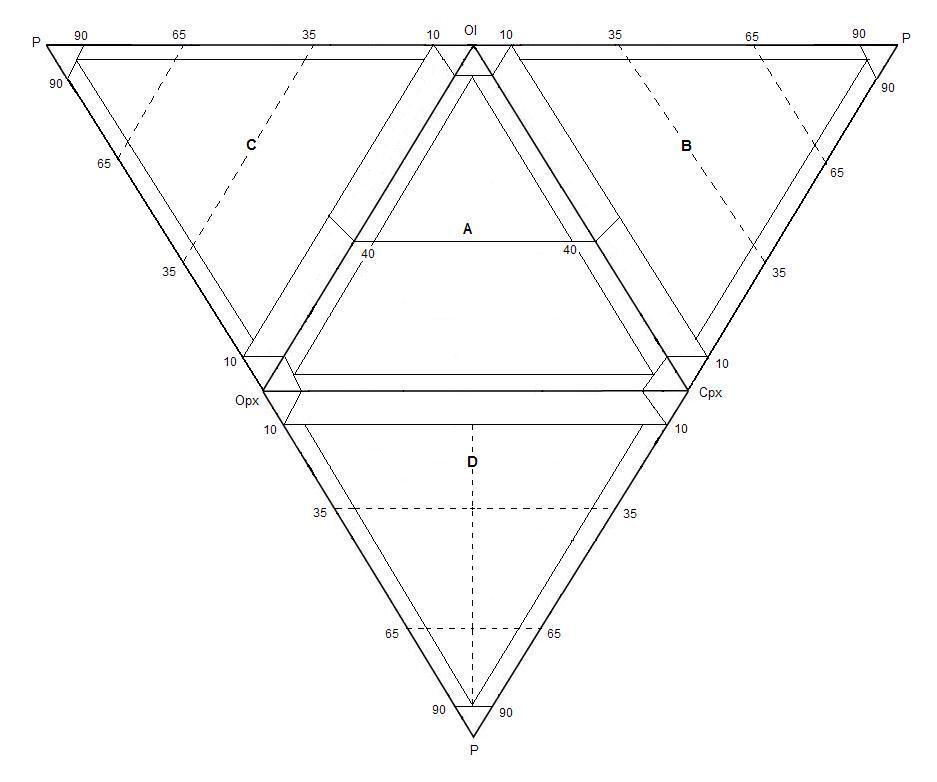
Klasyfikacja skał ultramaficznych (A) i gabrowych (B, C, D)

### Trójkąt A
Ta część diagramu OlOpxCpx opisuje skały ultramaficzne. Dzieli je on na dwie grupy – część górna nad granicą 40% to perydotyty, natomiast poniżej wyznacza się grupę piroksenitów.

### Trójkąt B
- 11 – anortozyt (plagioklazyt)
- 12 – troktolit (pstrągowiec)
- 13 – plagioklazonośny dunit
- 14 – gabro

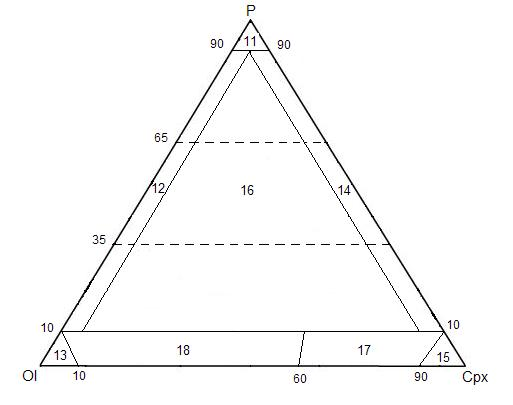
Trójkąt o narożach POlCpx

- 15 – plagioklazonośny klinopiroksenit
- 16 – oliwinowe gabro
- 17 – plagioklazonośny oliwinowy klinopiroksenit
- 18 – plagioklazonosny wehrlit

### Trójkąt C
- 11 – anortozyt
- 12 – troktolit
- 13 – plagioklazonośny dunit
- 19 – noryt

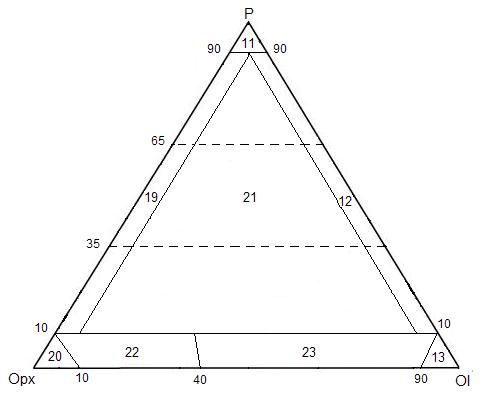
Trójkąt o narożach POpxOl

- 20 – plagioklazonośny ortopiroksenit
- 21 – oliwinowy noryt
- 22 – plagioklazonośny oliwinowy ortopiroksenit
- 23 – plagioklazonośny harzburgit

### Trójkąt D
- 11 – anortozyt
- 14 – gabro

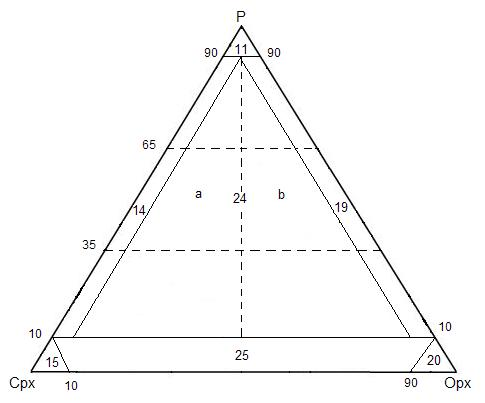
Trójkąt o narożach PCpxOpx

- 15 – plagioklazonośny klinopiroksenit
- 19 – noryt
- 20 – plagioklazonośny ortopiroksenit
- 24a – ortopiroksenowy noryt
- 24b – klinopiroksenowe gabro
- 25 – plagioklazonośny websteryt

Skały nr 13, 15, 17, 18, 20, 22, 23, 25 są zaliczane także do skał ultramaficznych.

## Występowanie
Są skałami pospolitymi, rozpowszechnionymi w wielu rejonach Ziemi. W Polsce występują na Dolnym Śląsku, w krystalicznym podłożu Suwalszczyzny oraz Wyżyny Krakowsko-Częstochowskiej